# Leucs
|  | No s'ha de confondre amb Leuns. |

Els leucs (llatí Leuci) foren un poble gal entre els mediomàtrics al nord i els lingons al sud. La seva capital era Tollum (Toul). Juli Cèsar els esmenta junt amb els sèquans i lingons com als pobles que li van proporcionar gra.

## Etimologia
El nom dels « Leucs » deriva del céltic leucos, variació leucet(i)o-, que vol dir « clar », « brillant » d'on « llampec ». Els leuci serien doncs « els fulgurants » o de forma més prosaica « els vigilants » amb el sentit de vigilants de la frontera meridional amb allò que s'anomenà més tard la Gàl·lia Cèltica. L'arrel leuc- és atestada sovint dins l'onomàstica gal·la, tant dins els noms de persona com Leucus, Leuca, Leucanus, Leuconius, Leucimara ; el teònim Leucetius epítet de Mart a les dedicatòries i noms de lloc Lioux, Lieuche de Leuca. La mateixa arrel cèltica es retroba en el gal llug, l'irlandès antic luach « brillant ». L'indoeuropeu *leuk- « brillant », « clar », d'on prové, es perpetua igualment dins el grec leukos « brillant, blanc », el germànic *leuk-ta (anglès light, alemany Licht), els mots llatins lux, « llum », i luna (*louk-snā, *louk variant fonètica de *leuk), etc.